# فرانک کولتون
فرانک کولتون (انگلیسی: Frank Coulton; Quarter 3 1866 – ۱۹۲۹ (۶۶−۶۷ سال)) بازیکن فوتبال اهل بریتانیا بود.
از باشگاه‌هایی که در آن بازی کرده‌است می‌توان به باشگاه فوتبال والسال و باشگاه فوتبال استون ویلا اشاره کرد.